# 세렝게티
세렝게티(Serengeti)는 탄자니아 서부에서 케냐 남서부에 걸쳐 있는 3만 km2가 넘는 땅으로, 30여 종의 초식동물과 500종이 넘는 조류들이 함께 살아가는 곳이다. 세렝게티의 남쪽 75%는 탄자니아 국경 내에 있으며, 나머지 25%는 케냐에 속해 있다. 남쪽의 탁 트인 초원, 중심부의 사바나, 그리고 북쪽과 서쪽의 수목이 우거진 목초지 등으로 다양한 지형적 분포를 보이며, 작은 강과 호수, 늪지들도 곳곳에 산재해 있다.
세렝게티의 기후는 대개 따뜻하고 건조하다. 3월에서 5월까지 우기가 이어지며, 10월에서 11월 사이에도 잠깐씩 비가 내린다. 비가 온 후에는 모든 것이 푸르고 무성하나, 건기가 찾아오면 식물의 성장이 둔화되므로 초식동물들은 풀과 물을 찾아 이동한다.
야생동물의 대이동은 지구상에서 가장 큰 규모로 진행되며, 최대 200만에 이르는 초식동물들이 남부의 평원에서 시작하여 서쪽의 세렝게티를 거쳐 그루메티 강과 마라 강을 건넌 후 물이 있는 북쪽의 구릉 지대까지 장대한 행렬을 이루어 이동한다.
식물, 초식동물, 육식동물이 상호 연결되어 절묘하게 균형을 이룬 세렝게티는 자연 세계의 자연 중 하나다.